# Fredrik Ramm

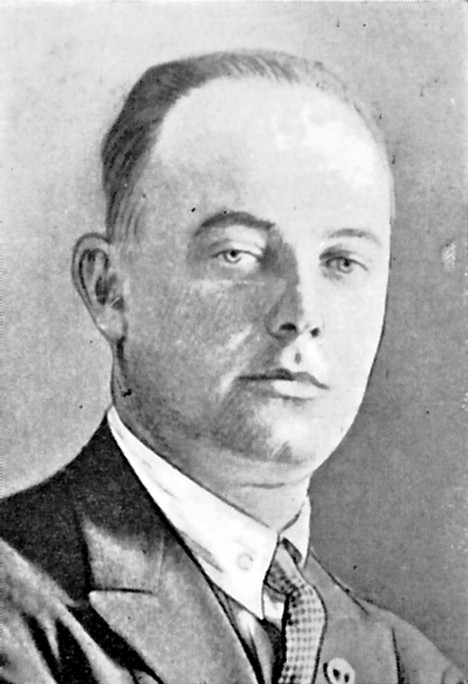
Fredrik Ramm.

Fredrik Ramm, född den 11 mars 1892 i Kristiania (nuvarande Oslo), död den 15 november 1943, var en norsk journalist. Han var son till läkaren Fredrik Gottlieb Olsen Ramm och bror till advokaten Harald Ramm.
Efter att ha deltagit i Amundsens nordpolsexpedition 1926 var han nyhetsredaktör i Morgenbladet från 1928. Han stod Ronald Fangen nära och deltog som han i Oxfordgrupprörelsen. År 1941 dömdes han till tukthus av tyskarna. Han sändes till Hamburg, där han blev sjuk, och fick tillåtelse att resa hem, men dog på hemresan.
Ramm är särskilt känd för artikeln "En skitten strøm flyter utover landet" (Morgenbladet den 28 oktober 1931), som inledde en upphetsad värde- och kulturdebatt. Artikeln var ett angrepp på kulturradikalismen, exemplifierad med fyra böcker: Sigurd Hoels En dag i oktober, Hans Backer Fürsts Duskregn, Rolf Stenersens Godnat da du och Karo Espeseths Sår som ennu blør. Ramm nämner också en kommande bok av Paul Gjesdahl, vilken han menar "er hentet fra samme kloakk som de fire nevnte".
Efter hans död utgavs essaysamlingen Av kristen rot (1945, översatt till svenska av Lennart Göthberg samma år) och senare Gjennom muren – tanker nedtegnet under bibellesning i fengslet (1946). Dessa böcker representerar mycket bättre vad Ramm stod för, än "Skitten strøm"-artikeln, som bär prägel av att vara skriven i affekt och indignation.
Sven Stolpe skrev om Ramm om honom i sin bok Fem norrmän (1942, de övriga fyra är Christopher Bruun, Eivind Berggrav, Arne Fjellbu och Ronald Fangen).